# Ján Kocian
Ján Kocian (* 13. března 1958, Zlaté Moravce, Československo) je bývalý slovenský fotbalový obránce a fotbalový trenér. V minulosti působil jako trenér slovenské národní reprezentace. Jako trenér působil delší dobu i v Německu.
Účastník MS 1990 v Itálii.

## Hráčská kariéra
Kocian odehrál za Duklu Banská Bystrica 212 zápasů v letech 1979 až 1988. V roce 1988 přestoupil do německého klubu FC St. Pauli, kde odehrál 147 zápasů. Se svojí aktivní sportovní kariérou skončil v roce 1993.
Za československou reprezentaci odehrál 26 zápasů s bilancí 15 výher, 4 remízy a 7 proher (na hřišti strávil celkem 2 145 minut, gól nevstřelil ). Hrál i na Mistrovství světa ve fotbale 1990. Ján Kocián byl zvolen československým hráčem roku 1990.

## Trenérská kariéra
V letech 1993–1995 byl asistentem Jozefa Vengloše u slovenské reprezentace.
V sezóně 1997/1998 trénoval český klub Petra Drnovice, později trénoval německé kluby FC Rot-Weiß Erfurt a Sportfreunde Siegen. Pracoval také jako asistent trenéra v klubech 1. FC Köln a Eintracht Frankfurt.
Trenérem slovenské reprezentace se stal 2. listopadu 2006, když nahradil Dušana Galise. V létě 2008 byl odvolán. Poté působil 7 měsíců (2008–2009) jako asistent Karla Brücknera při rakouské fotbalové reprezentaci.
8. prosince 2010 byl oficiálně prohlášen za hlavního trenéra čínského týmu Jiangsu Sainty FC. O místo přišel v květnu 2011.
28. června 2011 byl uveden do pozice trenéra týmu z hongkongské první ligy (Hong Kong First Division League) South China AA ředitelem klubu Stevenem Lo pro sezónu 2011/2012.
V září 2013 se stal trenérem polského klubu Ruch Chorzów. Prvních osm zápasů s týmem neprohrál (měl bilanci 4 výhry a 4 remízy). Prohra přišla až v devátém zápase s Lechem Poznań (2:4). Sezonu 2013/14 zakončil s Ruchem na konečném 3. místě, za což si vysloužil v Polsku ocenění „nejlepší trenér Ekstraklasy 2013/14“. Ruch vedl i v Evropské lize 2014/15. V prvním předkole přešel jeho tým přes lichtenštejnský FC Vaduz. Klub byl těsně vyřazen ve 4. předkole ukrajinským týmem FK Metalist Charkov (0:0 a 0:1). 7. října 2014 byl po nevydařeném ligovém vstupu do sezóny 2014/15 odvolán (klub se nacházel na průběžné 14. příčce). V nejvyšší polské lize měl bilanci 16 výher, 13 remíz a 12 porážek.
Koncem října 2014 se stal trenérem jiného polského klubu Pogoń Szczecin. V dubnu 2015 byl z funkce odvolán.